# MGM Grand Las Vegas
L'MGM Grand Las Vegas è un hotel casinò e resort situato al 3799 di Las Vegas Boulevard South sulla celebre strada chiamata Las Vegas Strip a Las Vegas (Nevada).
L'MGM Grand è il più grande hotel negli Stati Uniti con 5.044 camere. La proprietà comprende cinque piscine all'aperto, fiumi e cascate. È anche il terzo più grande complesso alberghiero nel mondo per numero di camere e il secondo più grande complesso resort negli Stati Uniti dietro il combinato The Venetian e The Palazzo tutti di Las Vegas.
La sua costruzione avvenne per opera della MGM Grand Inc., in seguito questa società si fuse nel 2000 con la Mirage Resorts dando vita alla MGM Mirage, compagnia che lo possiede attualmente.
Si trova all'incrocio di Las Vegas Boulevard con Tropicana Avenue, a sud, dopo la Tropicana Avenue c'è il casinò Tropicana mentre ad ovest c'è il New York-New York.

## Storia

### Il Marina Hotel and Casino (1975–1990)
La proprietà era originariamente il sito del Golf Club Motel negli anni '60; nel 1972, Tom Wiesner ha co-fondato la Southwest Securities Development Company e successivamente ha fondato la Wiesner Investment Company; nel novembre 1973, Southwest Securities Development progettava l'Airport Marina Hotel, che sarebbe stato costruito nel sito del Golf Club Motel da 170 camere, che si trovava vicino all'aeroporto internazionale McCarran. Southwest ha poi pianificato di rinnovare la struttura del motel ed aggiungere ben 14 piani con 518 camere. Fred Harvey Company opera come gestore dell'hotel, dei suoi ristoranti e di altre aree del resort; Fred Harvey aveva precedentemente aperto hotel in altre parti degli Stati Uniti con il nome di Airport Marina; Southwest progettò anche di costruire un casinò di 2.640 m 2 che avrebbe operato separatamente da Fred Harvey.
La Marina, di 700 camere, situata al 3805 South Las Vegas Boulevard , fu costruita dalla Wiesner Investment Company e fu aperta nel 1975. Nel 1989, Wiesner e i suoi soci vendettero la Marina a Kirk Kerkorian, che acquistò anche il Tropicana Country Club, situato dietro la Marina e attraverso Tropicana Avenue dagli hotel Tropicana e San Rémo per ottenere il sito che sarebbe diventato la sede dell'MGM Grand. Kerkorian vide la Marina come un resort stabile e solido, e decise di non distruggere l'hotel, ma di costruirvi attorno. Durante quel periodo, la Marina era conosciuta come la MGM-Marina Hotel.
Nel 1990 il magnate multimiliardario Kirk Kerkorian comprò il Marina Hotel con l'obiettivo di ristrutturarlo, restaurarlo e rinominarlo MGM Grand. La Marina venne chiusa il 30 novembre 1990, come un precedente hotel che aveva posseduto e venduto; durante il periodo dei lavori l'hotel era conosciuto con il nome di MGM-Marina Hotel. Il Marina Hotel chiuse i battenti il 30 novembre 1991. Oggi l'edificio della Marina Hotel esiste ancora come l'ala ovest dell'edificio principale dell’hotel.
Il 23 febbraio 1993, la MGM Grand Inc. festeggiava la fine dei lavori con la sistemazione degli ultimi pannelli di vetro color verde smeraldo (la scelta del colore non fu casuale, infatti al momento dell'apertura il tema maggiormente ricorrente dell'hotel era Il mago di Oz), e il 18 dicembre 1993 venne aperto al pubblico.

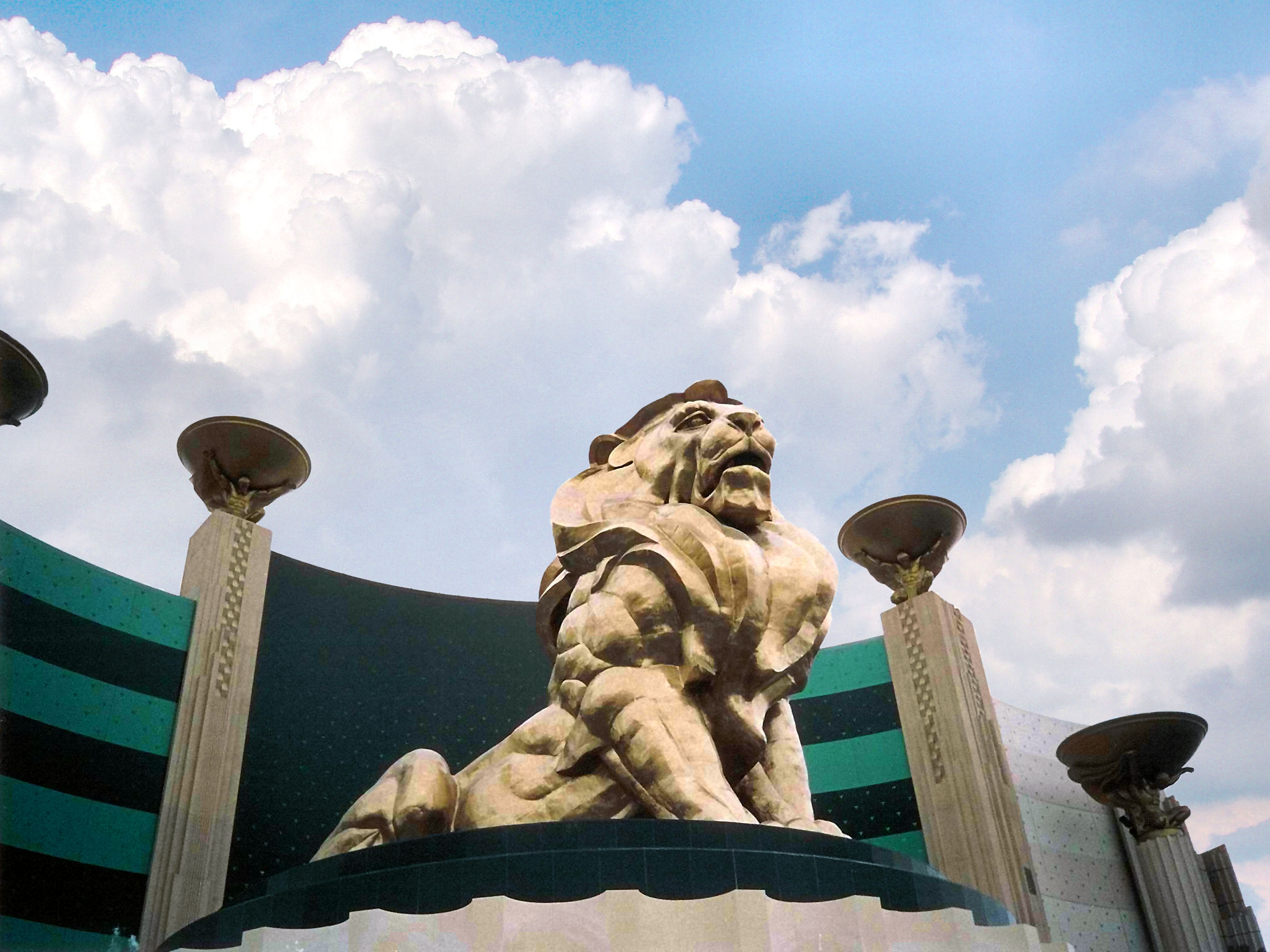
La statua del leone di bronzo all'ingresso

Originariamente l'entrata principale sulla Las Vegas Strip consisteva in una gigantesca bocca di leone, in cui bisognava entrare per accedere al casinò, ma questo tipo di ingresso portò alcuni problemi legati ai giocatori provenienti da particolari culture che ritenevano che questo tipo di ingresso fosse un presagio di sfortuna, la gigantesca bocca venne sostituita con una statua di bronzo raffigurante sempre un leone (in questo modo riuscirono a conservare il simbolo della MGM senza urtare la superstiziosità di nessuno), la statua pesa circa 100.000 libbre, è alta 45 piedi, poggia su una base alta 25 piedi ed è la più grande statua in bronzo negli USA.
Quando l'MGM Grand aprì i battenti l'intenzione era quella di renderlo un luogo per conferire a Las Vegas un'immagine più adatta alle famiglie, (su esempio del Treasure Island) e si costruì un luogo dove anche i bambini potessero divertirsi, nel corso degli anni (esattamente come il già citato Treasure Island) l'albergo abbandonò la connotazione di struttura per famiglie fino al completo demolimento delle strutture del parco giochi per far posto ad un nuovo edificio chiamata The Signature at MGM Grand.
Nel 1995 venne edificata una monorotaia per collegare l'MGM Grand al Bally's, in seguito questa linea venne inglobata dalla Las Vegas Monorail, una linea monorotaia che collega alcuni dei più importanti hotel casinò della Las Vegas Strip.

## L'albergo

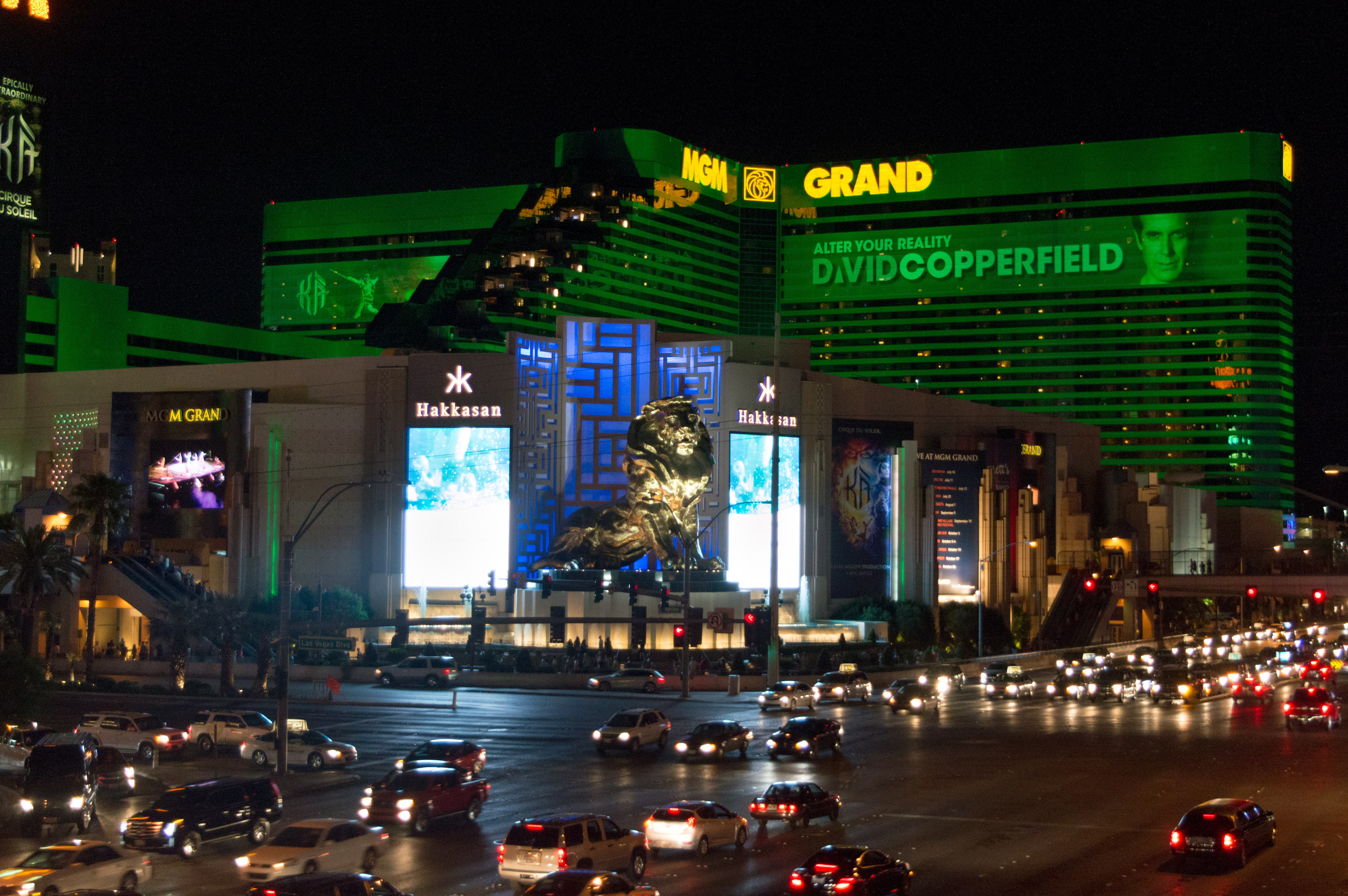
Facciata dell'MGM Grand Las Vegas di notte

L'MGM Grand è (come molti hotel casinò di Las Vegas) basato su un tema portante, questo hotel è basato sul tema di Hollywood. Si compone di più edifici, il palazzo centrale è composto da 30 piani ed è alto 293 piedi (cioè circa 89 metri) ed è dotato di 5.044 stanze, il che lo rende l'edificio con il più alto numero di stanze del mondo, se si sommano anche gli altri edifici il complesso alberghiero (che comprende diversi edifici minori chiamati SKYLOFTS, The Signature at MGM Grand e The Mansion at MGM Grand) arriva ad avere una capacità alberghiera di 6.276 stanze, il che lo rese il più grande complesso alberghiero fino al 2007, anno in cui il The Venetian, altro mega-resort sempre sulla Strip di Las Vegas, si espanse inaugurando un secondo edificio (chiamato The Palazzo) e portando la capienza totale a oltre 7.000 stanze. Il complesso del MGM Grand comprende anche 5 piscine esterne collegate da condotti artificiali dotati di cascate che ricoprono una superficie totale di 6,6 acri, un centro congressi di 35.000 m², la MGM Grand Arena, numerosissimi negozi che vendono prodotti di vario genere, 16 ristoranti (tra questi i più famosi sono Emeril's, Nobhill, Craftsteak e Joël Robuchon) e il più grande casinò di Las Vegas.

## Il Casinò

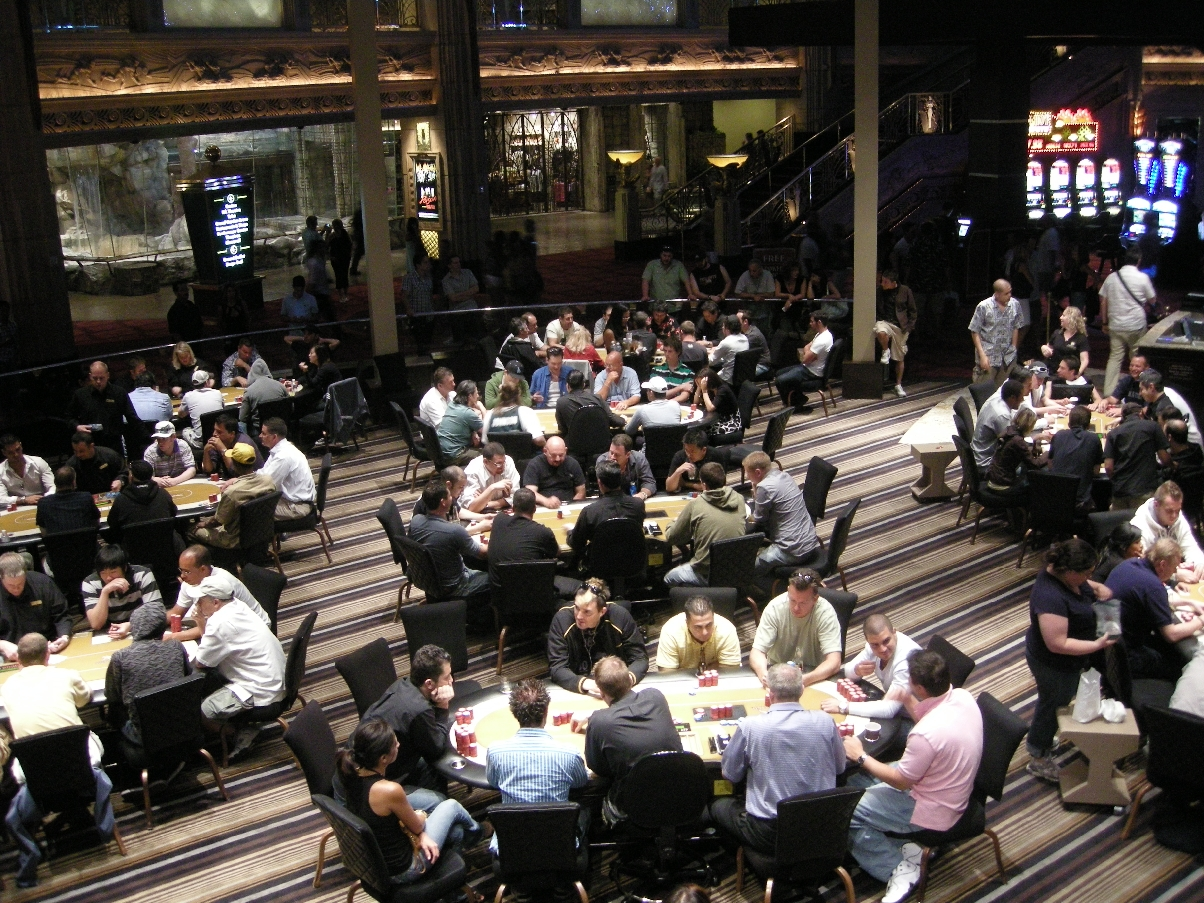
Sala da poker del casinò

Il casinò del MGM Grand è il più grande di tutta Las Vegas e si estende per una superficie di 171.500 piedi² (cioè più di 16.000 m²), è fornito di ogni sorta di gioco d'azzardo: slot machine, blackjack, poker, sale private per i grandi giocatori, ecc.

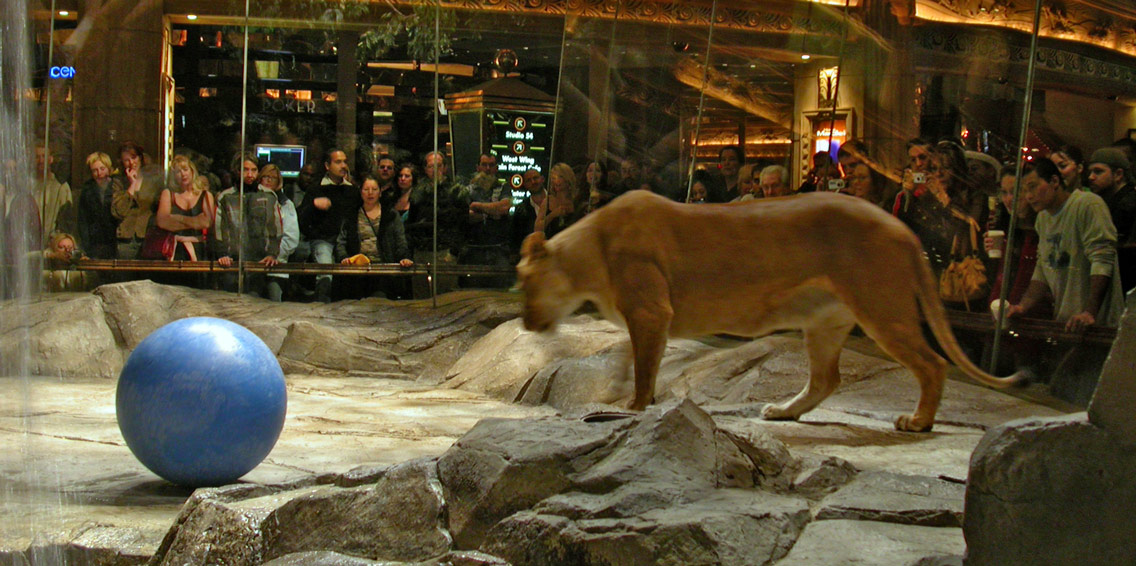
I leoni del casinò

All'interno dell'area casinò è stato presente un habitat in cui vivevano esposti agli occhi del pubblico 6 leoni. In seguito ad una ristrutturazione, l'habitat dei leoni è stato eliminato.

## Attrazioni
- L'MGM Grand è la casa dello spettacolo KÀ del Cirque du Soleil.
- L'MGM Park Theater al Monte Carlo Resort and Casino, ospiterà, da dicembre del 2018, un residency show di Lady Gaga chiamato Lady Gaga: Enigma.
- Studio 54, un nightclub costruito sul modello dello Studio 54 di New York.